# In Stormy Nights
In Stormy Nights es el último álbum de estudio de la banda japonesa Ghost. Fue lanzado el 23 de enero de 2007 por Drag City.

## Lista de canciones
Los lanzamientos en formato CD y LP tienen pequeñas variaciones en su lista de canciones.

### CD
| N.º | Título                           | Duración |  |
| 1.  | «Motherly Bluster»               | 5:19     |  |
| 2.  | «Hemicyclic Anthelion»           | 28:05    |  |
| 3.  | «Water Door Yellow Gate»         | 5:56     |  |
| 4.  | «Gareki No Toshi»                | 7:50     |  |
| 5.  | «Caledonia (cover de Crogmanon)» | 5:34     |  |
| 6.  | «Grisaille»                      | 9:43     |  |

### LP
1. "Hemicyclic Anthelion"
2. "Water Door Yellow Gate"
3. "Gareki No Toshi"
4. "Motherly Bluster"
5. "Caledonia"
6. "Grisaille"
7. "Caledonia (Sing Together Mix)" (solo LP)